# 清河街道 (阜新市)
清河街道，是中华人民共和国辽宁省阜新市清河门区下辖的一个乡镇级行政单位。

## 行政区划
清河街道下辖以下地区：
清河社区、变电所社区、水塔社区、乌龙社区和新街社区。